# گوراوان، آرارات

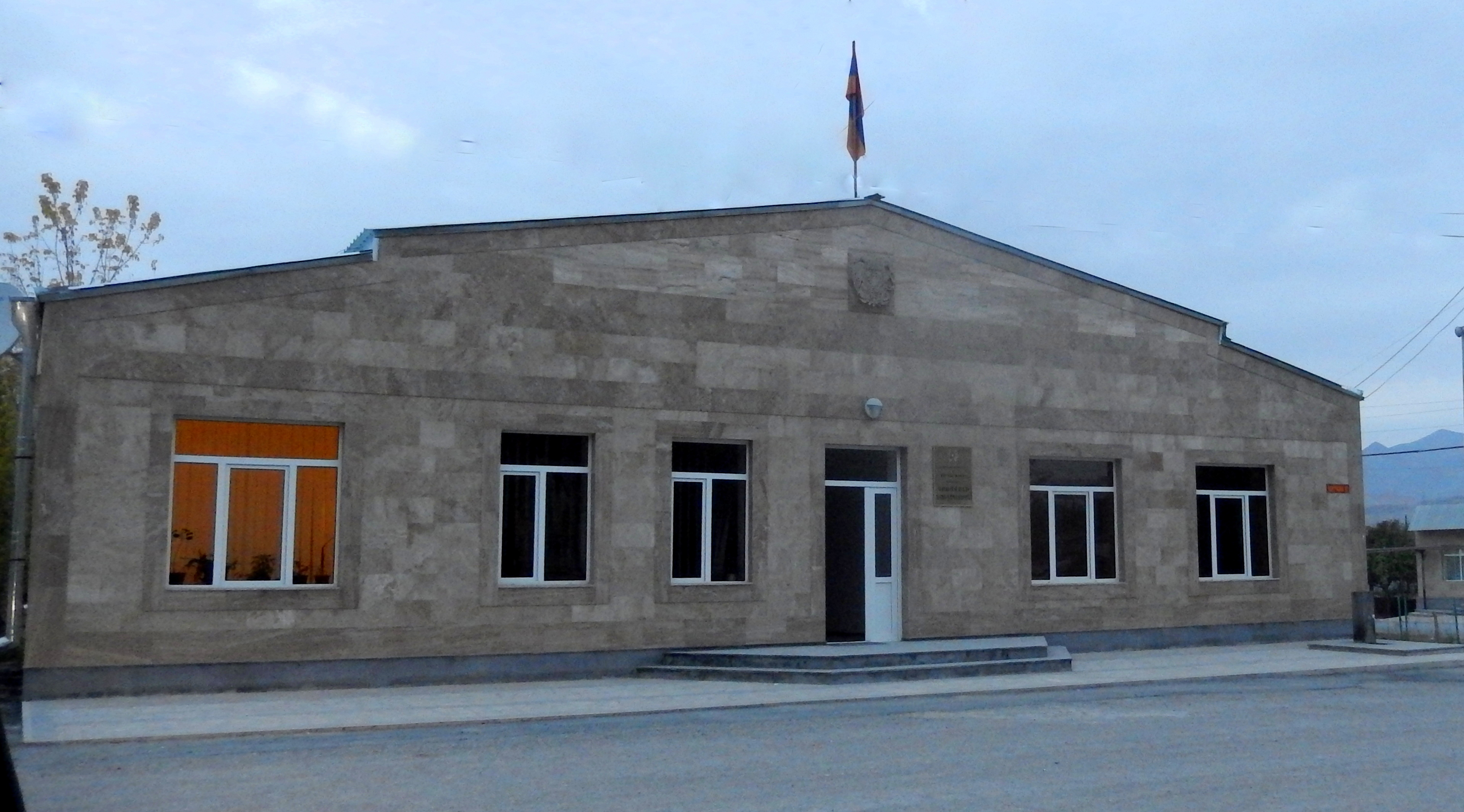
توضیحات: دهیاری گوراوان

گوراوان، آرارات (به ارمنی: Գոռավան) یک روستا در ارمنستان است که در استان آرارات واقع شده‌است. گوراوان در  کیلومتری شمال آرتاشات، مرکز استان آرارات واقع شده است.

## خصوصیات
گوراوان  ۲٬۴۳۰ نفر جمعیت دارد و در ارتفاع  متر بالاتر از سطح دریا قرار گرفته است.